# 罗伯特·欣德
罗伯特·欣德（英語：Robert Hinde，1900年6月25日—1981年7月13日），英国男子马球运动员。他曾代表英国参加1936年夏季奥林匹克运动会马球比赛，获得一枚银牌。他于1981年去世，享年81岁。